# Sabarwangi
Sabarwangi is een bestuurslaag in het regentschap Pekalongan van de provincie Midden-Java, Indonesië. Sabarwangi telt 1216 inwoners (volkstelling 2010).